# Долецкая, Алёна Станиславовна
Алёна (Еле́на) Станисла́вовна Доле́цкая (род. 10 января 1955, Москва) — российский журналист, публицист, переводчик, первый главный редактор журнала Vogue Russia (1998—2010), первый главный редактор журнала Andy Warhol's Interview Russia (2011—2016). Член жюри Национальной литературной премии «Большая книга» (2006—2023).

## Биография
Алёна Долецкая родилась 10 января 1955 года в Москве, окончила филологический факультет Московского государственного университета имени М. В. Ломоносова. Там же защитила кандидатскую диссертацию на тему «Сравнительная риторика публичной русской и английской речи» в 1982 году. После окончания МГУ Алёна Долецкая там же преподавала и переводила англо-американскую литературу. Перевела книги Уильяма Фолкнера, Рэя Брэдбери и нескольких австралийских и новозеландских авторов.
Затем работала консультантом в компании De Beers до 1994 года, сотрудничала с радиостанцией BBC и немецким телеканалом RTL Television, была директором по связям с общественностью Британского Совета в России.
В 1998 году становится первым главным редактором журнала Vogue Russia, откуда уходит в 2010 году, выпустив 144 номера.
С 2006 по 2023 год была членом жюри Национальной литературной премии «Большая книга».
С 2008 по 2014 год являлась участником проекта «Сноб».
В 2011 году запускает журнал Andy Warhol's Interview в России, являясь первым и единственным главным редактором до декабря 2016 года, выпустив 60 номеров.
29 апреля 2011 года совместно с Григорием Либергалом переводила для «Первого канала» церемонию бракосочетания принца Уильяма и Кейт Миддлтон.
С 3 октября 2012 по 27 марта 2013 года — ведущая 75 выпусков программы «Завтраки с Алёной Долецкой» на телеканале «Дождь».
С 13 сентября 2013 по 8 апреля 2014 годах — ведущая 20 выпусков программы-интервью «Вечер с Долецкой» на телеканале «Дождь». Героями проекта стали успешные, известные и харизматичные мужчины: Андрей Малахов, Павел Лунгин, Александр Винокуров, Максим Суханов, Владислав Доронин, Вадим Дымов, Сергей Ястржембский, Владимир Познер, Марк Гарбер, Иван Вырыпаев, Иван Ургант, Сергей Мазаев, Александр Мамут, Евгений Цыганов, Александр Лебедев, Сергей Шнуров, Борис Немцов, Дерк Сауэр, Кама Гинкас, Василий Церетели.
Была голосом анонсов телеканала «Дождь», принимала участие в марафонах и выпусках программ «Главные», «Синдеева», «Выход в люди», «Интерьеры с Геннадием Йозефавичусом», «Кашин.Гуру», «Зимнее чтение», «Перепостмодернизм» и др.
17 августа 2015 года в рамках проекта «Большая перемена» провела лекцию «Главный редактор: кто ты?» на телеканале «Дождь».
В 2013, 2014 и 2016 годах вышли три кулинарные книги Долецкой: «Утро. 50 завтраков», «Воскресные обеды» и «Про варенье». В 2017 году вышла книга «Не жизнь, а сказка», являющаяся сборником автобиографических историй.
С 2018 по 2023 год Долецкая была креативным консультантом генерального директора Третьяковской галереи Зельфиры Трегуловой.
В 2018 году стало известно, что Алёна Долецкая открыла креативное агентство AsD. Его первым публичным проектом стал перезапуск и вывод на рынок журнала о косметике и парфюмерии Flacon.
С 26 февраля 2020 по 1 июля 2021 года записала в рамках проекта «Решайся!» для YouTube-канала Masters Of Taste 8 интервью с яркими людьми, готовыми идти на риск. Героями проекта стали Константин Богомолов, Евгений Чичваркин, Семён Слепаков, Александр Петров, Андрей Курпатов, Ингеборга Дапкунайте, Владимир Познер, Теодор Курентзис.
В мае 2020 года запустила собственный благотворительный проект #помогаемврачам, который был направлен на поддержку медицинского персонала в период пандемии коронавируса.
В 2022—2023 годах выпустила три курса собственного проекта «ПойдуПодышу. Хага с Долецкой».
С 30 ноября 2023 года совместно с Сергеем Минаевым создаёт для интернет-проекта «Минаев Live» циклы и ролики о культуре, моде, любви, быте и людях — в контексте истории.
14 июля 2024 года Константин Генич и Дмитрий Шнякин комментировали финал чемпионата Европы по футболу 2024 года на «Матч ТВ». В перерыве матча Долецкая написала в своём Telegram-канал: «Умоляю, увольте комментаторов Генича и Шнякина — это позор для футбола, русской речи и оскорбление для ушей». В том числе Долецкую возмутили уничижительные клички, которые Шнякин и Генич давали футболистам («пенсионер в сандалиях Гермеса», «ананасоголовый», «макарошки на голове»). Слова Долецкой вызвали общественный резонанс.
23 октября 2024 года в 5-звёздочном отеле Stella di Mosca Hotel в Москве провела презентацию и объявила о запуске книжного клуба «ПойдуПочитаю».
Послужила прототипом для героини Ольги Сутуловой в сериале «Первый номер» (Алёна Долина).

## Семья
Отец — Станислав Яковлевич Долецкий (1919—1994), детский хирург, академик РАМН, член Британской Ассоциации детских хирургов (1964) и Международной Ассоциации хирургов (1971).
Мать — Кира Владимировна Даниель-Бек Пирумян (1920—1984), доктор медицинских наук, хирург-онколог.
Дед — Яков Генрихович Долецкий (Фенигштейн) (1888—1937) — член ВЦИК c 1917 года, нарком внутренних дел Литовско-Белорусской ССР в 1919 году, с 1922 года — руководитель РОСТА (позднее — ТАСС). Застрелился в 1937 году, перед арестом.
Брат — Андрей Станиславович Долецкий (20.08.1947 — 15.11.2019), доктор медицинских наук, профессор, анестезиолог-реаниматолог.
Муж — Борис Асоян (1945—1992), советский дипломат, историк-африканист, кандидат исторических наук.
Муж — Лев Маратович Карахан (Вайнтрауб).

## Озвучивание

### Аудиокниги
- Алёна Долецкая. Не жизнь, а сказка — М.: «Азбука-Аттикус», 2018. — 9 ч. 45 мин.
- Владимир Гуриев. Очень простое открытие. Как превращать возможности в проблемы — М.: Storytel, 2018. — 7 ч. 16 мин.
- Мария Голованивская. Зной. Стихи (чтение совместно с Дмитрием Воденниковым) — М.: Storytel, 2019. — 33 мин.
- Элизабет Гилберт. Город женщин — М.: Storytel, 2019. — 15 ч. 9 мин.
- Элизабет Гилберт. Большое волшебство — М.: Storytel, 2020. — 6 ч. 32 мин.
- Флориан Иллиес. 1913. Лето целого века (чтение совместно с Сергеем Чонишвили) — М.: Storytel, 2020. — 9 ч. 28 мин.
- Флориан Иллиес. 1913. Что я на самом деле хотел сказать (чтение совместно с Сергеем Чонишвили) — М.: Storytel, 2021. — 6 ч. 53 мин.
- Диана Вриланд. D. V. — М.: «Манн, Иванов и Фербер», 2021. — 7 ч. 37 мин.
- Мэтт Хейг. Полночная библиотека — М.: Storytel, 2021. — 8 ч. 3 мин.
- Тоон Теллеген. Не все умеют падать — М.: Storytel, 2022. — 2 ч. 11 мин.
- Виктор Пелевин. Священная книга оборотня — М.: Everbook, 2022. — 10 ч. 40 мин.
- Патриция Хайсмит. Талантливый мистер Рипли — М.: Storytel, 2022. — 9 ч. 51 мин.

### Мультфильмы
- «Бука. Моё любимое чудище»[23] — Принцесса Эдвардина, 2022. — 1 ч. 38 мин.

## Кинематограф
| Фильм/Сериал          | Год выпуска | Роль                                 |
| --------------------- | ----------- | ------------------------------------ |
| Короткое замыкание    | 2009        | женщина (новелла «Поцелуй креветки») |
| Пока ночь не разлучит | 2012        | посетительница                       |
| Тонкий вкус (сериал   | 2023-2024   | играет саму себя                     |
| Пелевин               | 2022        | играет саму себя                     |